# Le Rabbi muffin
Singles de MC Solaar
Carpe Diem
Le Rabbi muffin est une chanson interprétée par MC Solaar pour la comédie musicale Les Aventures de Rabbi Jacob. Le single est sorti le 2 juin 2008.